# Journal of Ecology
Journal of Ecology (abrégé en J. Ecol.) est une revue scientifique à comité de lecture qui traite de tous les aspects de l'écologie végétale, en incluant aussi les algues, dans les milieux terrestres et aquatiques.  
La revue est reconnue pour son contenu sur l’écologie des populations et la synécologie, mais les articles concernant la biogéochimie, l’écologie des écosystèmes, l’écologie microbienne, les changements climatiques, la génétique moléculaire, l’écologie mycorhizienne, et l’interaction entre les végétaux et les animaux ou les bactéries sont aussi bienvenues.
Les résultats d’études expérimentales ou théoriques sont acceptés ainsi que les articles descriptifs ou historiques.  La revue ne s’intéresse pas aux articles traitant des plantes cultivées ou des écosystèmes agricoles.
Les articles sont en libre accès 24 mois après leur publication sur le site de l’éditeur.  Pour les régions en développement, la revue est disponible gratuitement selon les ententes AGORA et OARE.
D'après le Journal Citation Reports, le facteur d'impact de ce journal était de 4,690 en 2009. Le directeur de publication est Michael J. Hutchings (Université du Sussex, Royaume-Uni).